# Novojukiv, Rivne
Novojukiv (în ucraineană Новожуків) este un sat în comuna Raduhivka din raionul Rivne, regiunea Rivne, Ucraina.

## Demografie
Componența lingvistică a localității Novojukiv
     Ucraineană (99,32%)
     Alte limbi (0,51%)
Conform recensământului din 2001, majoritatea populației localității Novojukiv era vorbitoare de ucraineană (99,32%), existând în minoritate și vorbitori de alte limbi.